# Acidiella consobrina
Acidiella consobrina
 es una especie de insecto del género Acidiella de la familia Tephritidae del orden Diptera. 
Zia la describió científicamente por primera vez en el año 1937.